# Jeffersontown
Jeffersontown är en stad i Jefferson County, Kentucky, USA. År 2000 hade orten 26 633 invånare. Den har enligt United States Census Bureau en area på 25,8 km².